# 四川音楽学院
四川音楽学院（しせんおんがくがくいん、英語: ）は、四川省成都市武侯区に本部を置く中華人民共和国の音楽大学。1939年創立、1939年大学設置。

## 沿革
前身は1939年創設の四川省立戯劇音楽実験学校。1959年に現在の名称に改められた。敷地は108ヘクタールで、教員は約400名、学生数は14000人である。四川音楽学院主催黄河杯学生対象国際作曲コンクールを毎年開催しており、山本哲也や清水チャートリーなど複数の日本人入賞者輩出している他、西村朗が審査員を務めている。